# Варта (Ґожув-Велькопольський)
Футбольний клуб «Варта» Ґожув-Велькопольський (пол. Klub Piłkarski Warta Gorzów Wielkopolski) — польський футбольний клуб з Ґожува-Велькопольського, заснований у 1945 році. Виступає у Третій лізі. Домашні матчі приймає на стадіоні «Варти», місткістю 1 000 глядачів.

## Історія назв
- 1945 — Залізничний спортивний клуб «Колеяж» Ґожув-Велькопольський;
- 1957 — Залізничний спортивний клуб «Варта» Ґожув-Велькопольський;
- 1992 — Залізничний футбольний клуб «Варта» Ґожув-Велькопольський;
- 2008 — Футбольний клуб «Варта» Ґожув-Велькопольський.